# Timo Liekoski
Timo Liekoski (Helsinki, 30 giugno 1942) è un allenatore di calcio finlandese.

## Carriera

### Calciatore
Formatosi calcisticamente nelle rappresentative della State University of New York at New Paltz e dell'Hartwick College, ove fu allenato in entrambe le squadre da Al Miller. Nella stagione 1976 fu aggregato come portiere di riserva del Dallas Tornado pur rimanendo assistente dell'allenatore Miller.

### Allenatore
Lasciato il calcio giocato divenne l'allenatore della rappresentativa dell'Università del Wisconsin-Milwaukee e dal 1973 al 1975 di quella dell'Hartwick College, ove sostituì Al Miller.
Dal 1976 al 1977 diviene assistente di Miller per i Dallas Tornado.
Nella stagione 1978 diviene l'allenatore degli Houston Hurricane. Nella prima annata chiuse all'ultimo posto della Central Division della American Conference, mentre in quella seguente raggiunse gli ottavi di finale per l'assegnazione del torneo ed ottenendo anche il titolo individuale di miglior allenatore. Negli stessi anni allenò lo Houston Summit, squadra di calcio indoor.
Nella stagione 1980 passa alla guida degli Edmonton Drillers, con cui raggiunge i quarti di finale del torneo, mentre nell'annata seguente chiude all'ultimo posto della Northwest Division.
Dal 1981 al 1992 guida club impegnati nei campionati indoor, inizialmente nei New Jersey Rockets, poi nei Cleveland Force ed infine nei Canton Invaders. Dal 1991 al 1994 è assistente nella nazionale di calcio degli Stati Uniti d'America, mentre dal 1994 al 1995 è alla guida della rappresentativa olimpica.
Dal 1995 al 1996 è alla guida dei Columbus Crew. Liekoski guidò il club di Columbus nella prima stagione del MLS, raggiungendo le semifinali di conference.
Nel 1997 ritorna in patria per allenare il MyPa, con cui ottiene il quinto posto della Veikkausliiga 1997.
Nel 1999 è sulla panchina della nazionale di calcio a 5 e della nazionale Under-17 di calcio finlandesi.

## Palmarès

### Individuale
- NASL Coach of the Year: 1

1979